# Sean Durzi
Sean Durzi (né le 21 octobre 1998 à Mississauga en Ontario au Canada) est un joueur professionnel canadien de hockey sur glace. Il évolue au poste de défenseur.

## Biographie

### Carrière en club
Il est repêché au 2e tour, 52e au total, par les Maple Leafs de Toronto au repêchage d'entrée dans la LNH 2018. L'année suivante, ses droits sont échangés aux Kings de Los Angeles avec l'attaquant Carl Grundström et un choix de 1er tour en 2019 en retour de Jake Muzzin. Quelques semaines plus tard, il signe son contrat d'entrée de 3 ans avec les Kings. 
Le 15 novembre 2019, il inscrit son premier but chez les professionnels avec le Reign d'Ontario dans une défaite de 6-2 contre les Gulls de San Diego.  
Le 19 novembre 2021, il est rappelé pour la première fois par les Kings.  Cinq jours plus tard, le 24 novembre, il fait ses débuts dans la LNH et marque son premier but en carrière dans une défaite de 6-2 face aux Maple Leafs.

## Statistiques
| Saison     | Équipe                   | Ligue      |     | Saison régulière | Saison régulière | Saison régulière | Saison régulière | Saison régulière |   | Séries éliminatoires | Séries éliminatoires | Séries éliminatoires | Séries éliminatoires | Séries éliminatoires |
| Saison     | Équipe                   | Ligue      | PJ  | B                | A                | Pts              | Pun              | PJ               | B | A                    | Pts                  | Pun                  |                      |                      |
| 2014-2015  | Buzzers de St. Michael's | OJHL       | 2   | 0                | 1                | 1                | 2                | -                | - | -                    | -                    | -                    |                      |                      |
| 2015-2016  | Attack d'Owen Sound      | LHO        | 45  | 10               | 6                | 16               | 19               | 5                | 0 | 1                    | 1                    | 0                    |                      |                      |
| 2016-2017  | Attack d'Owen Sound      | LHO        | 60  | 2                | 36               | 38               | 24               | 17               | 1 | 8                    | 9                    | 8                    |                      |                      |
| 2017-2018  | Attack d'Owen Sound      | LHO        | 40  | 15               | 34               | 49               | 12               | 11               | 4 | 12                   | 16                   | 4                    |                      |                      |
| 2018-2019  | Attack d'Owen Sound      | LHO        | 18  | 3                | 14               | 17               | 19               | -                | - | -                    | -                    | -                    |                      |                      |
| 2018-2019  | Storm de Guelph          | LHO        | 17  | 8                | 12               | 20               | 6                | 24               | 3 | 24                   | 27                   | 14                   |                      |                      |
| 2019-2020  | Reign d'Ontario          | LAH        | 39  | 2                | 12               | 14               | 20               | -                | - | -                    | -                    | -                    |                      |                      |
| 2020-2021  | Reign d'Ontario          | LAH        | 39  | 4                | 16               | 20               | 32               | -                | - | -                    | -                    | -                    |                      |                      |
| 2021-2022  | Reign d'Ontario          | LAH        | 13  | 5                | 11               | 16               | 20               | -                | - | -                    | -                    | -                    |                      |                      |
| 2021-2022  | Kings de Los Angeles     | LNH        | 64  | 3                | 24               | 27               | 55               | 7                | 1 | 2                    | 3                    | 6                    |                      |                      |
| 2022-2023  | Kings de Los Angeles     | LNH        | 72  | 9                | 29               | 38               | 50               | 6                | 1 | 0                    | 1                    | 2                    |                      |                      |
| 2023-2024  | Coyotes de l’Arizona     | LNH        | 76  | 9                | 32               | 41               | 63               | -                | - | -                    | -                    | -                    |                      |                      |
| 2024-2025  | Club de hockey de l'Utah | LNH        | 30  | 4                | 7                | 11               | 19               | -                | - | -                    | -                    | -                    |                      |                      |
| Totaux LNH | Totaux LNH               | Totaux LNH | 242 | 25               | 92               | 117              | 187              | 13               | 2 | 2                    | 4                    | 8                    |                      |                      |

## Trophées et honneurs personnels

### Ligue de hockey de l'Ontario (LHO)
- 2017-2018 : nommé dans la deuxième équipe d'étoiles

### Ligue canadienne de hockey (LCH)
- 2019 : nommé dans la première équipe d'étoiles de la Coupe Memorial 2019